# Verso la Certosa
Verso la Certosa è una raccolta di scritti dello scrittore italiano Carlo Emilio Gadda, allestita a partire dal 1959 e pubblicata nel 1961 in tiratura limitata.
L'opera costituisce un'autoantologia contenente al suo interno cinque pagine giornalistiche provenienti da Le meraviglie d'Italia (1939), otto poemi in prosa de Gli Anni (1943) ed altri cinque scritti inediti. Il titolo si riferisce alla solitaria residenza di Francesco Petrarca alla Certosa di Garegnano, nei pressi del cimitero di Musocco, allusione alla consapevolezza di un avvio verso l'eterno riposo.
Le località raccontate da Gadda sono, in sequenza, la valle del Po, Como, Milano, L'Aquila, Teramo, la Versilia e di nuovo Milano con uno scritto dedicato proprio al Petrarca e che chiude il richiamo circolare aperto con il titolo.

## Edizioni
- Verso la Certosa, Milano-Napoli, Ricciardi, 1961,  p. 164.
- Liliana Orlando (a cura di), Verso la Certosa, Milano, Adelphi, 2013,  p. 247.